# 뉴시스 (뮤지컬)
뉴시스(Newsies The Musical)는 1992년작 뮤지컬 영화 뉴스보이 (Newsies) 를 바탕으로 제작된 디즈니 연극 프로덕션 뮤지컬이다. 2011년에 뉴저지의 페이퍼밀 극장에서 공연하였고, 2012년에 브로드웨이에 공연을 시작하였다. 19세기 말 뉴욕 시를 배경으로 고단한 삶에 벗어난 삶을 꿈꾸는 신문팔이소년 잭 켈리가 신문 가격 인상을 신문팔이소년들에게 전가시키려는 언론계 거물 조지프 퓰리처에 대항하여 뉴욕 시의 신문팔이소년들과 함께 파업을 전개하는 과정을 다룬다. 원작인 영화 뉴스보이와 마찬가지로 1899년 뉴욕에서 실제로 일어났던 신문팔이소년 파업 사건을 바탕에 두고 있다.
뉴시스는 2012년 토니상에서 최우수 뮤지컬 부문을 비롯하여 8개 부분에 지명되었고 이 중 크리스토퍼 가텔리가 최우수 안무상을 수상하고 앨런 멘켄과 잭 펠드만이 최우수 오리지널 작곡상을 수상했다.

## 제작과 공연
뉴시스는 제프 캘훈이 감독하였으며 크리스토퍼 가텔리가 안무를, 앨런 멘켄이 작곡을, 잭 펠드만이 작사를, 하비 피어스틴이 극본을 담당했다. 2011년 페이퍼밀 극장 공연에서는 제러미 조던이 잭 켈리 역을 맡고 카라 린드세이가 캐서린 역을 맡았다. 브로드웨이에서의 배역에서도 조던과 린드세이가 페이퍼밀 극장 공연에서와 동일한 역을 맡았지만, 일부 배역은 페이퍼밀 극장 공연에서와는 달라졌다. 조던은 2012년 9월 4일에 마지막 공연을 갖고, 이후 잭 켈리 역은 코리 콧이 맡을 예정이다.
뉴시스는 페이퍼밀 극장에서 2011년 9월 25일에 첫 공연을 가졌으며 같은 해 10월 16일까지 공연되었다. 네덜랜더 극장과 2012년 3월 15일에서 2012년 6월 10일까지의 공연 계약을 맺음으로써 브로드웨이로 진출했다. 네덜랜더 극장에서의 실제 첫 공연은 3월 29일에 가졌다. 공연 계약 기간은 8월 19일까지로 연장되었다가 무기한으로 공연하게 되었다. whatsonstage.com 등에서의 소식에 따르면, 뉴시스 제작자들이 2013년 후반이나 2014년 초반부터 웨스트 엔드에서 공연을 할 것을 고려하고 있을 수도 있다고 한다.

## 내용

### 1 막
1899년 뉴욕 시의 새벽, 신문팔이소년 잭 켈리는 장애를 가진 친구 크러치에게 뉴욕을 떠나 샌타페이로 가려는 자신의 꿈을 이야기 한다.("Santa Fe"(Prologue)) 해가 뜨자 신문팔이소년들은 잠에서 깨고 일을 할 준비를 한다.("Carrying the banner") 팔아야 할 신문을 사러 가는 길에 잭 켈리는 데이비와, 데이비의 동생 레즈를 만난다. 이 둘은 다른 대부분의 신문팔이소년과는 달리 가족이 있지만, 아버지가 사고로 직장에서 일을 할 수 없게 되어 신문팔이를 하게 되었다. 어린 레즈가 일을 하는 것을 보고 잭 켈리는 이들을 도와주려 한다. 한편 뉴욕 월드지의 신문경영자인 조지프 퓰리처가 다른 신문사보다 높은 경쟁력을 얻고자 신문팔이소년들에게 파는 신문 가격을 올리기로 결정한다.("The Bottom Line")
잭과 데이비, 레즈는 소년원에서 온 와든 스나이더에게 쫓기게 된다. 다행히 잭과 친한 메다 랄킨이 소유한 극장에 숨는다. 잭은 데이비와 레즈에게 자신이 쫓기는 이유를 가르쳐 주지 않는다. 이들은 곧 메다 랄킨의 공연을 감상한다.("That's Rich") 잭은 공연 중 어린 여기자인 캐서린을 본고 추근대지만 캐서린은 잭을 떨쳐낸다. 잭은 공연이 진행되면서 캐서린에 대한 자신의 감정을 한탄한다.("Don't Come A-Knocking"/"I Never Planned on You") 다음날 아침 잭과 신문팔이소년들은 신문가격이 인상된 것을 확인한다. 이에 분노한 잭은 시위대를 결성한다.("The World Will Know") 신문팔이소년들이 파업을 하려는 것을 목격한 캐서린은 이것이 기자로서 성공할 기회라고 생각하고 이를 취재하기로 결심한다.("Watch What Happens") 다음날 잭은 연설에 익숙치 않아 신문팔이소년들을 선동하는 데 어려움을 겪는다. 그러자 데이비가 나서서 뉴욕 월드지에 대한 신문팔이소년들의 대규모 파업을 결집한다.("Seize The Day") 그러나 신문팔이소년들의 파업은 경찰과 파업 파괴자와 맞닥뜨리자 와해되고 만다. 이 과정에서 잭의 친구 크러치는 심하게 맞고 체포되어서 소년원으로 끌려간다. 잭은 이 상황을 한탄하며 언젠가 뉴욕을 영원히 떠날 것을 다짐한다.("Santa Fe")

### 2 막
다음날 아침, 실망한 신문팔이소년들에게 캐서린이 찾아가 파업에 대한 자신의 기사가 뉴욕 썬지 앞면에 실렸다는 것을 보여주며 이들을 응원한다. 자신들이 헤드라인에 실렸다는 사실에 신문팔이소년들은 기뻐하며 부유해지면 어떨지 상상한다.("King Of New York") 캐서린과 데이비, 레즈는 메다의 극장 지하에 숨은 잭을 발견한다. 캐서린과 데이비는 잭에게 다음 행동을 취해야 한다고 설득한다. 잭은 더 이상 신문팔이소년들을 위험에 빠트릴 수 없다고 하지만 데이비는 크러치를 데려오려면 위험을 감수해야 한다고 잭을 설득한다.("Watch What Happens" (Reprise))
한편 퓰리처와 와든 스나이더는 캐서린이 듣고 있는 가운데 잭에 대해 이야기를 나눈다. 스나이더는 잭이 원래 음식과 옷을 훔쳐 구속되었던 범죄자라고 이야기한다. 이때 잭이 와서 퓰리처와 맞주친다. 퓰리처는 잭에게 캐서린이 자신의 딸임을 말한다. 방에 숨어 있던 캐서린은 잭에게 나타나 그런 사실을 말하지 않은 것을 사과한다. 하지만 잭은 스나이더에 의해 끌려가면서 캐서린을 떨쳐낸다. 퓰리처는 합의를 하자며 파업이 취소되면 잭의 혐의를 없애 주고 산타페로 갈 충분한 돈을 주되, 파업이 취소되지 않으면 소년원으로 끌려가게 할 것이라고 말한다.("The Bottom Line" (Reprise))
브루클린 신문팔이소년들의 지도자인 스폿 콘론이 브루클린 신문팔이소년들과 함께 잭의 파업에 지지를 보낸다.("Brooklyn's Here") 신문팔이소년들을 더 이상 위험에 빠트리고 싶지 않았던 잭은 그들을 모으며 퓰리처의 제안을 받아들이자고 설득한다. 데이비와 신문팔이소년들은 잭에게 충격을 받고 잭으로부터 등을 돌린다. 잭은 캐서린을 다시 만난다. 캐서린은 잭에게 자신이 퓰리처의 딸이지만 항상 잭의 편이였다고 말하는 한편, 범죄를 저질렀다는 것을 자신에게 말하지 않은 잭을 비난한다. 그러나 잭이 캐서린에게 소년원에서 일어나는 학대를 그림으로 보여주자 캐서린은 잭이 소년원의 다른 아이들을 위해 음식과 옷을 훔쳤다는 것을 깨닫는다. 캐서린은 잭에게 자신이 믿을 것이 생겼다고 말한다. 잭도 같은 감정을 느낀다고 말하며 로맨틱한 시간을 보낸다.("Something to Believe In")
잭과 캐서린은 신문팔이소년들과 다시 합쳐 그들의 파업에 대한 신문을 만든다.("Once And For All") 신문팔이소년들이 만든 신문은 주지사 테오도르 루스벨트에게까지 전달된다. 루스벨트는 신문팔이소년들의 파업에 지지를 보낸다. 파업에 패배한 퓰리처는 잭과 다시 합의를 본다. 잭은 신문팔이소년들의 의욕을 고취시키고 퓰리처가 더 너그럽게 보일 수 있도록 매일, 소년들이 팔지 못한 신문을 다시 사갈 것을 제안한다. 퓰리처는 이에 못마땅해하다가 결국 이에 동의한다. 크러치는 풀려나고 스나이더는 붙잡히며 소년원은 문을 닫아 파업은 종료된다. 잭은 산타페로 떠날 것을 계획하며 캐서린에게 작별인사를 준비한다. 그러나 캐서린은 잭이 어디로 가든지 자신도 따라갈 것이라고 말한다. 둘은 키스를 하고 잭은 결국 신문팔이소년으로 남아 있기로 결정한다. 해피엔딩으로 끝난다.("Santa Fe/Carrying the Banner/King of New York" (Finale))

## 뮤지컬 넘버
원작 영화 뉴스보이에 등장한 곡 "My Lovey Dovey Baby", "High Times Hard Times"는 뮤지컬에 등장하지 않는다. 뮤지컬에는 뉴스보이에는 없는 곡이 여섯 곡 추가되었다. 이중 세 곡 "The Bottom Line," "That's Rich" 그리고 "Something to Believe In" 은 페이퍼밀 극장 공연 이후 브로드웨이 공연에 새롭게 추가된 것이다.
| 1 막 - "Overture" – 오케스트라 - "Santa Fe (Prologue)" – 잭과 크러치 - "Carrying the Banner" – 일동들 - "The Bottom Line" – 퓰리처, 세이츠, 분젠, 하나, 눈지오 - "That's Rich" – 메다 - "Don't Come A-Knocking" / "I Never Planned on You" – 잭, 캐서린, 바우어리 여성들 - "The World Will Know" – 잭, 데이비, 레즈, 신문팔이소년들 - "The World Will Know" (Reprise) – 잭, 데이비, 레즈, 신문팔이소년들 - "Watch What Happens" – 캐서린 - "Seize the Day" – 일동들 - "Santa Fe" – 잭 | 2 막 - "King of New York" – 데이비, 캐서린, 신문팔이소년들 - "Watch What Happens" (Reprise) – 잭, 데이비, 캐서린, 레즈 - "The Bottom Line" (Reprise) – 퓰리처, 세이츠, 시장 - "Brooklyn's Here" – 스폿 콘론과 신문팔이소년들 - "Something to Believe In" – 잭과 캐서린 - "Seize the Day" (Reprise) – 신문팔이소년들 - "Once and For All" – 잭, 데이비, 레즈, 캐서린, 다씨, 빌, 신문팔이소년들 - "Seize the Day" (Reprise) – 신문팔이소년들 - "Santa Fe" / "Carrying the Banner" / "King of New York (Finale)" – 잭과 일동들 |

## 평가
페이퍼밀 극장에서의 공연에 대해 데이비드 루니는 뉴욕 타임즈에 '유연한 공중제비와 공중회전, 매서운 발차기와 발레 회전동작'으로 뉴시스를 소개하며 하비 피어스틴의 극본 구성과 앨런 멘켄, 잭 펠드만의 음악을 높이 평가했다.
브로드웨이 공연이 시작된 이후에는 조 지미아노위츠가 데일리 뉴스에서 '신나는 젊은 에너지의 충격이 브로드웨이로 상륙했다.'라며 안무와 음악에 좋은 평가를 주었다. 벤 브랜틀리는 뉴욕 타임즈에서 배우들을 '크리스토퍼 가텔리에 짠 안무에 따라 전속력으로 전진하는 무리로서 다가온다.'라고 평했다. 반면 연극 평론가 리처드 조글린은 '이야기가 잘 전달되고 배우들은 유능하고 매력적'이지만 인물 설정에 대해 '벗어 나가고 싶을 정도로 형식적'이며, '동작은 많지만 재치가 부족' 하다고 평가했다.